# بایک‌پکینگ

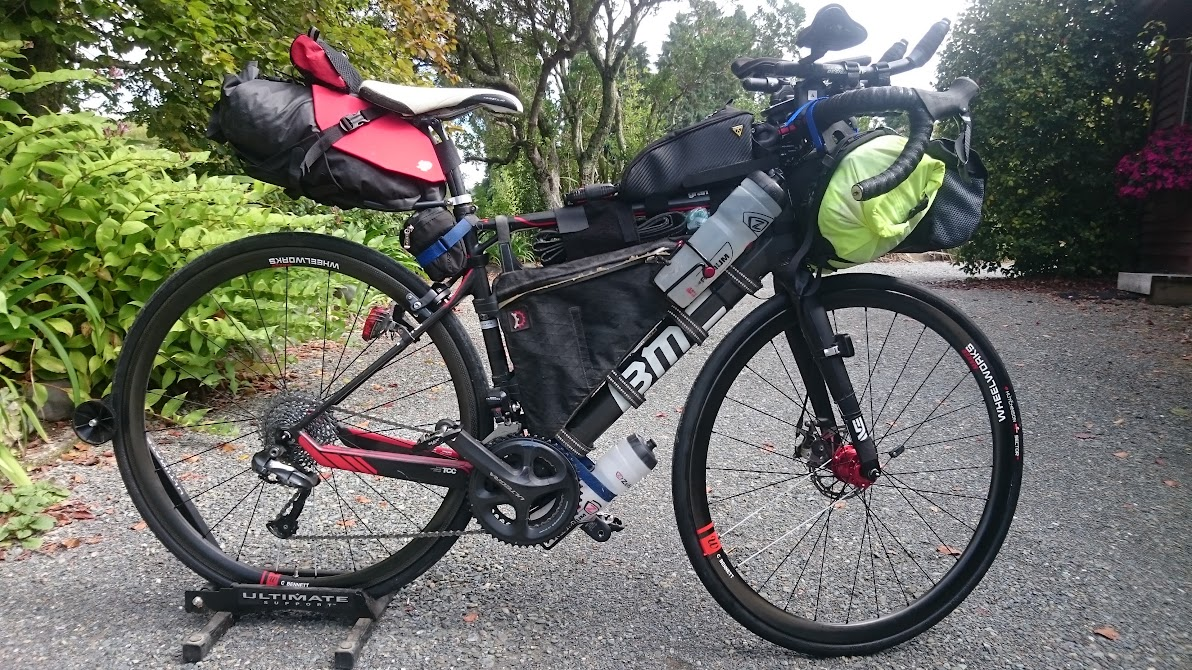
نمونه ای از دوچرخه تنظیم شده برای بایک‌پکینگ

بایک‌پکینگ (به انگلیسی: Bikepacking) یک نحوه بسته‌بندی دوچرخه برای تور دوچرخه‌ای است. مانند کوله‌گردی، کوله‌گردی فراسبُک یک روش محبوب در بسته‌بندی دوچرخه است. هر نوع دوچرخه‌ای را می‌توان برای بایک‌پکینگ استفاده کرد اما دوچرخه‌های تور تخصصی اغلب از اول دارای نقاط اتصال مناسب هستند، اما اکثر انواع دوچرخه‌ها را می‌توان به یک کوله فریم (که در داخل قاب مثلی بدنه دوچرخه قرار می‌گیرد)، یک خورجین (ضمیمه شده به پایه زین)، یک کیف لوله بالا و کیف فرمان دوچرخه مجهز کرد.

## تاریخ

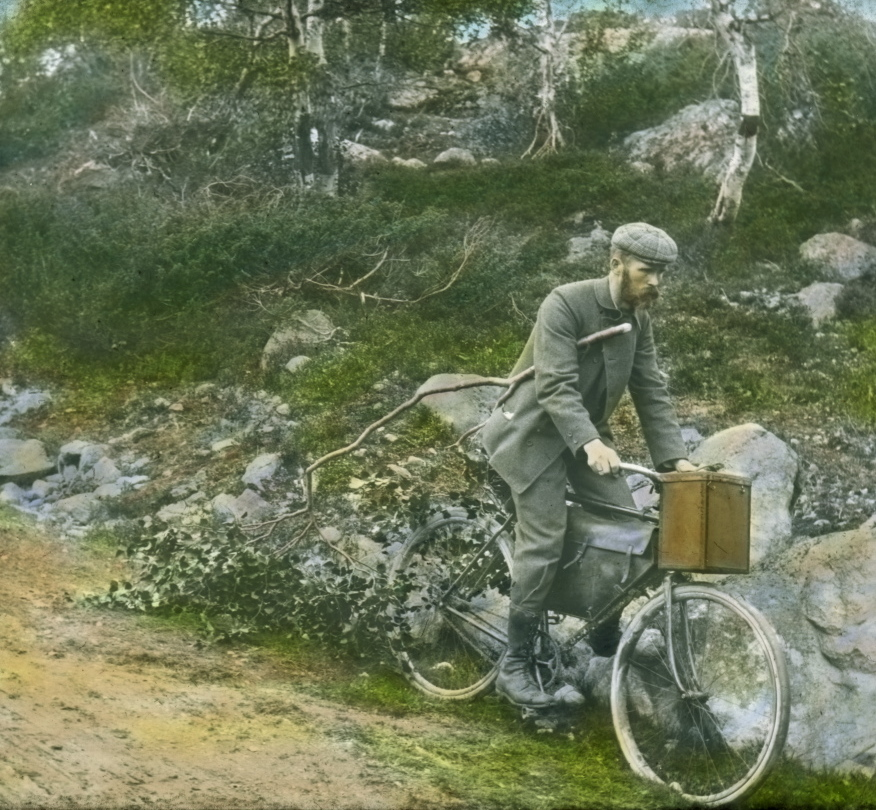
عکس رنگی‌شده از Anders Beer Wilse در حال رکاب زدن در جاده ای از Filefjell به لردال در سال ۱۹۰۲ روی دوچرخه ای با یک کیف فریمی و جعبه ای در جلو.

اصطلاح دوچرخه‌سواری در مقاله ماه مه ۱۹۷۳ مجله مجله نشنال جئوگرافیک با عنوان دوچرخه‌سواری در سراسر آلاسکا و کانادا مورد استفاده قرار گرفت، جایی که نویسنده دان باردن از ۳۰ دوچرخه‌سواری گفت که به سفر ماجراجویانه دوچرخه‌سواری از همیستور از آلاسکا به آرژانتین رفته بودند. بسته‌بندی این دوچرخه‌ها متشکل از چمدان‌های کناری، کیسه‌های فرمان و هر چیزی که می‌تواند روی باربر نصب شود، توصیف شد. کوله‌پشتی‌ها از آن‌جایی که پس از چند ده کیلومتر می‌تواند آزاردهنده شوند در این سفر جایی نداشتند.

### عمومیت یافتن بسته‌بندی‌های یکپارچه
در حدود دهه ۲۰۱۰، از دوچرخه‌های کوهستانی به عنوان دوچرخه‌های تور استفاده شد و اصطلاح بایک‌پکینگ در مورد استفاده از کیف‌های فریم، خورجین‌ها، کیسه‌های لولهٔ بالا و کیف‌های فرمان در بین تورهای خودگردان محبوب شد و توجه تازه‌ای به خود جلب کرد و به عبارت دیگر، این اشکال جدیدتر بسته‌بندی به جای آن‌که مانند تورهای دوچرخه‌سواری سنتی که معمولاً تجهیزات را بیشتر در «خارج» دوچرخه با استفاده از pannier جانبی نصب می‌کردند، در داخل دوچرخه نصب می‌کردند و با دوچرخه «ادغام» شده‌اند. بدون pannierهای جانبی، بسته‌بندی می‌تواند به مرکز جرم دوچرخه نزدیک شود، که می‌تواند منجر به هندلینگ بهتر و پسار آیرودینامیکی کمتری شود. بیرون زدگی کمتر از دوچرخه همچنین می‌تواند یک مزیت در هنگام رکاب‌زدن در خارج از جاده باشد زیرا دوچرخه کمتر مستعد گیر کردن به پوشش گیاهی است.

## تجهیزات بایک‌پکینگ

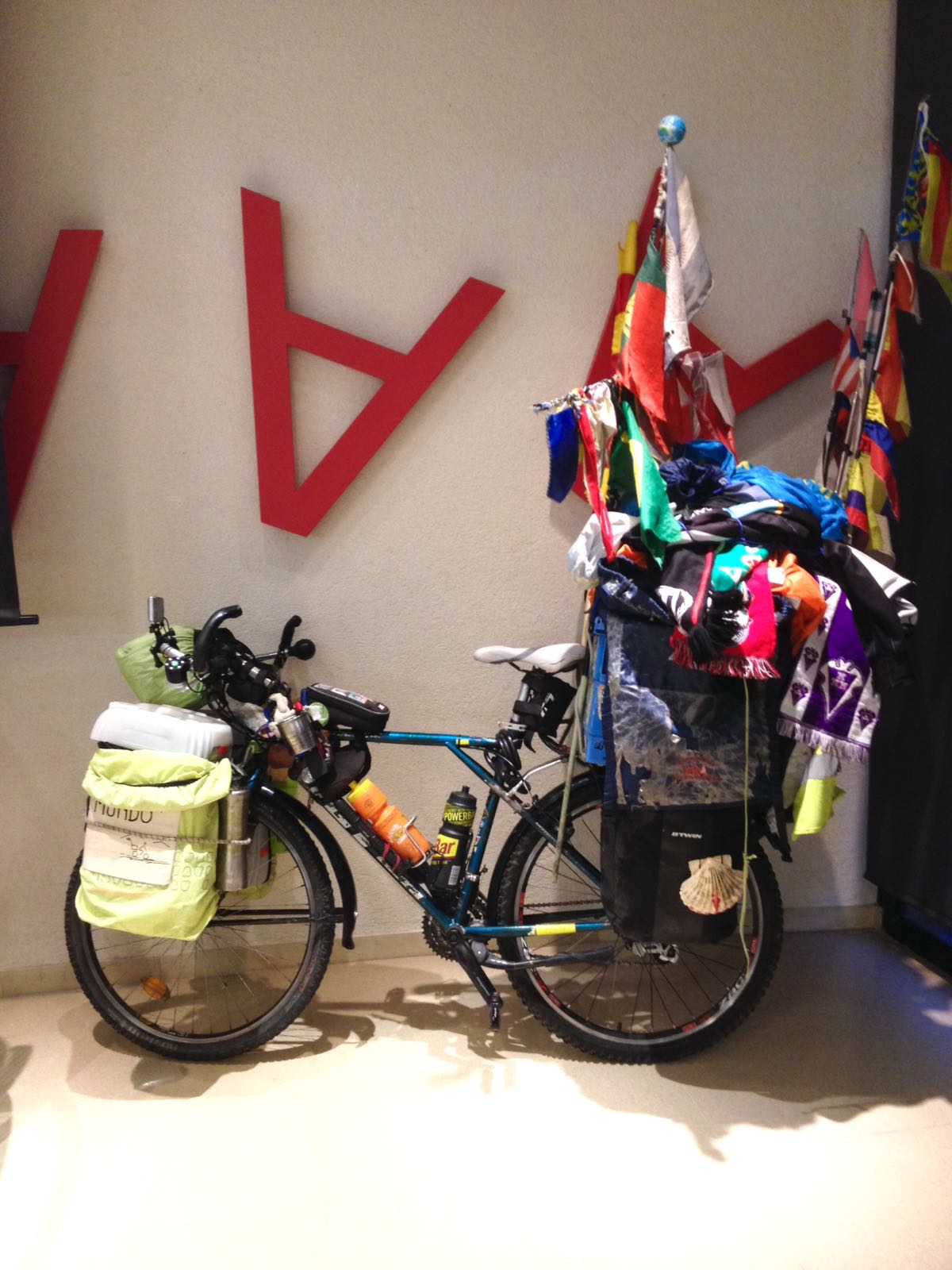
دوچرخه‌ای با سبدهای نصب شده در جلو و عقب

### دوچرخه
بایک‌پکینگ روی هر نوع دوچرخه‌ای قابل انجام است. در ابتدا تمرکز بر دوچرخه‌های کوهستان بود، اما با گذشت زمان این روش برای دوچرخه‌های جاده و اخیراً دوچرخه‌های خاکی نیز استفاده شد. دوچرخه‌ها معمولاً دنده‌دار هستند، اما بسیاری از چالش‌برانگیزترین مسابقات دوچرخه‌سواری توسط افرادی با دوچرخه‌های تک‌دنده انجام شده‌اند. دوچرخه‌ها اغلب مجهز به دینام (مثلاً دینام بطری یا توپی) هستند تا در سفرهای طولانی انرژی روشنایی، دستگاه‌های ناوبری و گوشی‌ها را تأمین کنند.

### کیف‌ها
تجهیزات مدرن بایک‌پکینگ ممکن است از کیسه‌های نرمی (به انگلیسی: duffel bag) استفاده کنند که می‌توانند مستقیماً روی بیشتر دوچرخه‌ها نصب شوند، یا از جابار و چنگک‌های اختصاصی استفاده کنند که می‌توانند برای نصب سوراخ‌بان یا چنگکی دوچرخه نیاز داشته باشند.
کیسه‌های نرم بسته‌بندی دوچرخه معمولاً به دسته‌های زیر تقسیم می‌شوند:
- کیف صندلی: به صندلی، بالای چرخ عقب نصب می‌شوند.
- کیف فریم: داخل مثلث قاب اصلی قرار می‌گیرند. ممکن است یک کیسه پر یا کوچکتر باشد که امکان دسترسی به بطری آب نصب شده روی قاب را فراهم می‌کند.
- کیسه بالای لوله: روی لوله بالایی قاب پشت لوله فرمان نصب می‌شود
- کیسه دسته: ممکن است یک کیسه یا یک کیسه خشک رول شده باشد که به یک مهار در دسته دوچرخه متصل است.